# Ada & Zangemann
Ada & Zangemann, una fiaba che parla di software, skateboard e gelato al lampone, è un libro per bambini scritto da Matthias Kirschner e illustrato da Sandra Brandstätter. Racconta la storia di Ada, una ragazzina curiosa e intraprendente che ispira i suoi compagni di classe a non lasciare la tecnologia nelle mani di un solo uomo, il capriccioso e abusivo Zangemann. Sovranità, sobrietà, co-educazione, inclusione: il libro affronta un'ampia gamma di temi legati al digitale e fornisce una migliore comprensione del software libero e della sua cultura.
Il libro originale tedesco è stato pubblicato dai suoi autori con licenza libera (Creative Commons) per incoraggiarne la sua diffusione e traduzione. La traduzione francese è stata realizzata da oltre cento studenti nell'ambito di un progetto educativo locale.

## Genesi
L'autore Matthias Kirschner, presidente della Free Software Foundation Europe (FSFE), racconta che stava cercando dei libri che spiegassero ai suoi figli, in maniera semplice, i concetti di software e hardware scritti con un linguaggio comprensibile anche da loro e sostenendo che anche alla loro età fosse possibile studiarci e lavorarci, adottando un approccio critico nei confronti della tecnologia. Non riuscendo a trovarne, ha iniziato a inventare le sue storie sul tema, che raccontava ai suoi figli alla sera prima di andare a dormire. Il risultato è stata la prima versione di Ada & Zangemann. « I miei figli mi hanno aiutato a dare vita ai personaggi e mi hanno anche permesso di controllare la quantità di termini tecnici consentiti in una storia per bambini, per non annoiarli ».
Ha chiesto alla disegnatrice Sandra Brandstätter di illustrare il libro perché gli piaceva il suo stile e il suo desiderio di rendere i suoi personaggi più inclusivi. Ha scelto di creare un'Ada formosa e uno Zangemann secco e spigoloso.
Il nome Ada è un riferimento alla prima programmatrice di computer, Ada Lovelace, rimasta a lungo sconosciuta nella storia dell'informatica. Zangemann, una parola composta che in tedesco significa "uomo con le pinze", ricorda i grandi imprenditori GAFAM come Bill Gates e Steve Jobs.
Matthias Kirschner è consapevole dell'importanza delle licenze libere grazie al suo lavoro con la FSFE e ha scelto una licenza Creative Commons per il suo libro, CC BY-SA, contribuendo così a renderlo un'opera libera. Ha inoltre deciso di donare tutti i proventi dei diritti d'autore derivanti dalle vendite delle versioni stampate alla Free Software Foundation Europe..

## Sintesi
Ada & Zangemann è una storia moderna che racconta di Ada, una giovane eroina intraprendente e piena di risorse, e di Zangemann, un ricco inventore che vive ai piani alti della città. Possiede un computer d'oro in grado di controllare a distanza le invenzioni tecnologiche adottate da tutta la popolazione, giovani e anziani. Crea oggetti che variano da rumorosi skateboard a una macchina per il gelato in grado di mescolare qualsiasi gusto. Ma il capriccioso Zangemann si attribuisce il diritto di imporre i suoi gusti a tutti, compreso lo Stato. In seguito a un innocuo incidente, Zangemann sta per cedere al suo desiderio di controllo totale a distanza delle sue invenzioni connesse, di cui solo lui possiede la chiave. Gli skateboard elettronici non rotoleranno più sui marciapiedi e le macchine produrranno solo gelato alla vaniglia.
Ada non può usufruire delle invenzioni di Zangemann perché vive in una modesta baracca con la mamma e il fratellino. Così si dedica alla costruzione di oggetti auto-prodotti . Prima al banco di lavoro, riciclando oggetti recuperati dalla discarica vicino a casa sua. Poi, scoprendo che alcuni pezzi di hardware contengono anche del software, è passata alla programmazione. Grazie alla biblioteca pubblica locale, Ada impara i codici che danno istruzioni agli oggetti connessi. Come sviluppatrice, assume il controllo degli skateboard e delle macchine del gelato di Zangemann e condivide le sue conoscenze con tutti i suoi amici, gratuitamente. Questi ultimi non dipendono più da Zangemann e possono modificare gli oggetti secondo le proprie esigenze e condividerli con i loro vicini.
Poi il caso diventa politico, quando Zangemann chiede al Presidente di vietare queste pratiche software tramite una legge, poiché gli fanno perdere il controllo sulle macchine e minano il suo potere. Ada e i suoi amici devono creare un grande movimento di protesta per far sentire la loro voce e impedire che la legge venga approvata. Quando i passanti chiedono loro perché manifestano regolarmente davanti al palazzo presidenziale, i bambini rispondono in coro: «perché il software sia libero!».
Il racconto ha un lieto fine. Ada spiega al Presidente tecnologicamente analfabeta (i cui computer governativi sono tutti sotto il controllo di Zangemann) che lo Stato non è più obbligato a piegarsi alla volontà del plutocrate. I suoi compagni, diventati esperti, possono scrivere da soli i programmi di pubblica utilità di cui ha bisogno e condividerli a beneficio di tutti i cittadini. In questo modo, il software libero libera i bambini e lo Stato dalla morsa e dal potere di un singolo uomo. E Ada può finalmente scegliere un gelato al suo gusto preferito, il lampone.